# Dictyna szaboi
Dictyna szaboi là một loài nhện trong họ Dictynidae.
Loài này thuộc chi Dictyna. Dictyna szaboi được miêu tả năm 1891 bởi Chyzer.